# Muneeza Shamsie
Muneeza Shamsie (Lahore, 1944) es una escritora, crítica, periodista literaria, bibliógrafa y editora paquistaní. Es autora de una historia literaria Hybrid Tapestries: The Development of Pakistani English Literature (Oxford University Press) y es representante bibliográfica de la revista académica The Journal of Commonwealth Literature. Shamsie es colaboradora habitual del periódico Dawn, así como de las revistas Herald y Newsline, principalmente sobre asuntos literarios; y también para la Literary Encyclopedia.
Forma parte del Consejo Asesor Internacional de Journal of Postcolonial Writing y ha sido editora invitada de dos de sus números especiales, volumen 47, número 2, 2011: Más allá de la geografía: literatura, política y violencia en Pakistán; y Volumen 52 Número 2, 2016: Al-Andalus. Forma parte del Comité Asesor del Premio DSC de Literatura del Sur de Asia y fue miembro del jurado en 2013. De 2009 a 2011, fue presidenta regional (Eurasia) del Premio de Escritores de la Commonwealth.
Es editora de tres antologías pioneras de la literatura inglesa pakistaní, de las cuales la edición estadounidense de And the World Changed Contemporary Stories by Pakistani Women recibió el premio Gold IPPY y el Bronze Foreword Award en los Estados Unidos.
Sus ensayos de memorias han aparecido en 50 Shades of Feminism editado por Lisa Appignanesi, Rachel Holmes y Susie Orbach (Virago, 2013), Moving Worlds: 13.2 Postcolonial South Asian Cities and The Critical Muslim, The Journal of Postcolonial y Estudios de la Commonwealth: edición especial de Pakistán.

## Trayectoria
Muneeza Shamsie nació en Lahore, India británica (actual Pakistán). Su familia emigró a Karachi cuando se produjo la partición de la India en 1947. Su madre, Jahanara Habibullah (1915–2003) es autora de unas memorias, publicadas primero como traducción al inglés y, más tarde, en el original urdu como Zindagi ki Yadein: Riyasat Rampur ka Nawabi Daur. Su padre, Isha'at Habibullah (1911-1991) educado en Oxford y ejecutivo de una empresa británica, desempeñó un papel destacado en el desarrollo del sector empresarial en el recién creado Pakistán y se convirtió en el primer paquistaní en dirigir una empresa multinacional. en el país.
Shamsie, una voraz lectora desde niña, creció en un hogar donde los libros y la palabra escrita eran parte de la vida familiar. Su tía era la destacada feminista y escritora Attia Hosain (1913-1998) y la abuela de Shamsie en Lucknow, la feminista y activista Begum Inam Fatima Habibullah fue la autora de un diario de viaje Tassiraat-e-Safar-Europe sobre su viaje a Gran Bretaña en 1924 con su esposo, Sheikh Mohammed Habibullah, OBE, un Taluqdar de Oudh para visitar a sus hijos, que estaban internos en una escuela pública allí, Clifton College. Shamsie, quien también fue enviada a la escuela en Inglaterra a la edad de nueve años, escribió un ensayo de memorias "A Tale of Two Childhoods: Colonial and Post-colonial" en The Journal of Postcolonial and Commonwealth Studies 16.1, editado por Waqas Khwaja y Ghazala Hashmi, en el que yuxtapone la experiencia de Inglaterra de su padre con la suya propia, una generación más tarde, y su respectivo ajuste a sus países de origen a su regreso. En el ensayo, escribe sobre ser interna en Wispers School en Sussex y cerca de Midhurst cuando se unió y se mudó a West Dean cerca de Chichester en 1958. Tomó Química, Biología e Historia en sus A-Levels y quería seguir una carrera en ciencias; luego descubrió que no había carreras para mujeres científicas en Pakistán; de hecho, Pakistán tenía pocas oportunidades profesionales para las mujeres, excepto educación y medicina.
Durante todo este tiempo, en Inglaterra Shamsie había tomado conciencia de las imágenes tan limitadas y estereotipadas del subcontinente en la literatura, la cultura y el cine ingleses. A su regreso a Pakistán, se dio cuenta de lo poco que sabía o entendía sobre su país y comenzó a buscar respuestas en el género que más amaba: la ficción. VS Naipaul, Khushwant Singh, Ahmed Ali, Mumtaz Shahnawaz, Zulfikar Ghose -y, por supuesto, Attia Hosain- fueron algunos de los primeros escritores que leyó tras la independencia. Pronto conoció y asistió a lecturas de una nueva generación de jóvenes poetas en lengua inglesa de Pakistán que estaban forjando una nueva literatura contemporánea en inglés paquistaní. En la introducción a su historia literaria, Hybrid Tapestries, describe cómo su interés por la escritura y los libros se desarrolló desde una visión personal a una visión profesional cuando comenzó a escribir como freelance para el Suplemento de la revista Dawn en 1982. Esto le permitió estar al tanto de las novedades en la creación y la crítica literarias, que adquirieron un nuevo contexto cuando fue enviada por el British Council para asistir en 1999 al Cambridge Seminar on the Contemporary British Writer. Todas estas influencias aparecen en las tres antologías que ha compilado y editado y, en última instancia, en su historia literaria, Hybrid Tapestries: The Development of Pakistani Literature in English (Tapices híbridos: el desarrollo de la literatura pakistaní en inglés), que la sitúa como la máxima autoridad en literatura pakistaní en inglés en la actualidad.
Sin embargo, como periodista independiente, también ha escrito sobre una amplia gama de temas, que incluyen arqueología, arte, arquitectura, desarrollo, medio ambiente y asuntos de la mujer. Es miembro fundador de un hospital de Karachi, The Kidney Center y miembro vitalicio de la Asociación de niños con problemas emocionales y de aprendizaje (ACELP), e hizo un trabajo voluntario enseñando música y mimo en la escuela de ACELP en la década de 1970.

## Vida personal
En 1968, Muneeza Shamsie se casó con Syed Saleem Shamsie, un ejecutivo de la empresa, y tienen dos hijas, la novelista Kamila Shamsie, y la escritora infantil Saman Shamsie.

## Obra
- 1997 – A Dragonfly in the Sun: An Anthology of Pakistani Writing in English. ISBN 0-19-577784-0
- 2001 – Leaving Home: Towards A New Millennium: A Collection of English Prose by Pakistani Writers. ISBN 0-19-579529-6
- 2005 – And The World Changed: Contemporary Stories by Pakistani Women.[11][14] ISBN 81-88965-23-5
- 2008 – And The World Changed: Contemporary Stories by Pakistani Women. ISBN 978-1-55861-580-9
- 2017 – Hybrid Tapestries: The Development of Pakistani Literature in English.[11][15]ISBN 978-0-19-940353-0